# آر دي إكس

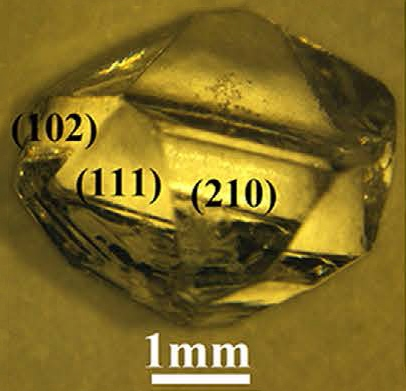
منشور بلورى من مادة RDX

آر دي إكس (بالإنجليزية: RDX)‏ هو مركب عضوي مع الصيغة O2NNCH)3).وتعرف باسم “سايكلونايت” أو “هيكسوجين”  هو مادة صلبة بيضاء ليس لها رائحة أو طعم، وتستخدم على نطاق واسع كمتفجر. يصنف كميائيا على أنه نيتراميد، يشبه في تركبيه الكميائي مادة إتش إم إكس. وهي متفجرة أكثر حيوية من مادة (تي إن تي)، وغالبا ما تستخدم في المخاليط مع المتفجرات الأخرى والملدنات أو المواد المهدئة لتقليل حساسية المتفجرات (المتفجرات المنزوعة الحساسية).
وقد تم استخدامها على نطاق واسع في الحرب العالمية الثانية. يعتبر مركب آر دي إكس من المركبات المستقرة في التخزين وواحدا من أكثر المتفجرات العسكرية العالية حيوية ونشاطا.

## التسمية
ظهر مصطلح ال (آر دي إكس) في الولايات المتحده الأمريكيه عام 1946. وقد أَطلق هذا الاسم اثنان من الإداريين، البروفيسور برايدواتر وووالتش.وعُرِفَ هذا المركب بأسماء أخرى مثل هيكسوجين، سيكلونيت، فور تي (خاصة باللغات الروسية، الفرنسية والألمانيه) ولاكـنها أسماء اقل شيوعا.

## الاستخدام
تم استخدام آر دي إكس على نطاق واسع خلال الحرب العالميه الثانيه. فقد أَستخدم في كثير من الأحيان في خليط مع مادة تي إن تي كمتفجر مثل تروبكس وأَستخدم في العديد من مؤامرات القنابل بما في ذلك المؤامرات الإرهابيه.وهو الأساس لعدد من المتفجرات العسكريه المشتركه.

### يستخدم في المركبات الآتيه
- المركب (أ): وهو متفجر حَبيبي يتكون من آر دي إكس وشمع بلاستيكي مثل التركيبة (آر دي إكس أ_5 المغلفه بحمض الستريك ونسبته 1.5%)، وتركيبة (آر دي إكس 91% أ_3 المغلفه بالشمع ونسبته 9%).
- المركب (ب): وهو مخلوط من (كاستبل، وآر دي إكس ونسبته 60%، تي إن تي ونسبته 40%، وشمع ونسبته 1%).
- المركب (ث): وهو مركب أُستخدمت تركيبته الأصليه في الحرب العالميه الثانيه حيث ظهرت لاحقا مركبات مشابهه مثل (ث-2، وث-3، وث-4).يتكون ث-4 من (آر دي إكس ونسبته 91% وملدنات والتي يمكن أن تكون (ديوكتيل سيباكيت، وديثيلكسيل، أو ديكوتايل)، وسابيكي ونسبته 3.5%، ورابط وعادة ما يكون (بوليسبوتيليني)، وإس إيه إي 10.
- المركب (ث-6): وهو يتكون من (آر دي إكس ونسبته 97.5%، وستيرات الكالسيوم ونسبته 1.5%، وبوليسبوتيليني ونسبته 5.%، وجرافيت ونسبته 5.%).
- المركب (دي بي إكس، قنابل عميقه ناسفه): وهو خليط يتكون من (آر دي إكس ونسبته 21%، ونترات الأمونيوم ونسبته 21%، وتي إن تي ونسبته 40%، ومن مسحوق الألمنيوم ونسبته18٪)، تم تطويره خلال الحرب العالمية الثانية، وكان يستخدم في الذخائر تحت الماء كبديل لتوربكس الذي يستخدم فقط نصف كمية آر دي إكس حيث أصبح تزويد نسبة ال آر دي إكس أكثر ملاءمة.
- المركب (سيكلوتول): وهو خليط من (آر دي إكس والتي تترايح نسبته بين 80-50%، وتي إن تي والتي تتراوح نسبته بين50-20%).
- المركب (إتش بي إكس): وهو مخلوط من (آر دي إكس، وتي إن تي، ومسحوق الألمونيوم، وشمع د-2 مع كلوريد الكالسيوم).
- المركب (إتش 6): وهو خليط من ((آر دي إكس، وتي إن تي، مسحوق الألومنيوم، وشمع البارافين، يستخدم كعامل ملين).
- المركب (بي بي إكس): يستدخدم آر دي إكس كمكون رئيسي للعديد من المتفجرات المرنة البوليمرات (بي بي إكس) يتكون (آر بي إكس) المستند إلي (آر دي إكس) عادة من (آر دي إكس، ووموثق بوليمر / بوليمر مشترك).وتشتمل تركيبات البي بي إكس القائمة علي الآر دي إكس على سبيل المثال وليس الحصر (بي بي إكس-9007)، (بي بي إكس-9010)، (بي بي إكس-9205)، (بي بي إكس-9407)، (بي بي إكس-9404)، (بي بي إكس إن-106)، (بي بي إكس إن-201)
- المركب (سيمتيكس): _الأسم التجاري_المتفجرات البلاستيكية التي تحتوي على آر دي إكس، وبيإن تي أي كمكونات حيوية كبيرة.
- المركب (توربكس): يتكون من (آر دي إكس ونسبته 42%، وتي إن تي ونسبته 40%، والألمونيوم المسحوق ونسبته 18%) تم تكوين هذا المخلوط اثناء الحرب العالميه الثانيه، ويستخدم بشكل رئيسي في ذار تحت الماء.
- يستخدم آر دي إكس أيضا في هدم المباني خارج التطبيقات العسكرية.ومثالا علي ذلك هدم جسر جامستون (بالإنجليزيه: جيمس تاون (سانت هيلانة)) في ولاية رود آيلاند في الولايات المتحدة.

## التصنيف
يصف آر دي إكس من قبل الكميائيين كمشتق هيكسيدور-1، 2، 3-ترايزين. يحتوي المركب علي نسبه كبيره من النيتروجين والاوكسجين والكربون والتي تفسر امكانيته علي التفجير.
تم الحصول عليه عن طريق معالجة حمض النيتريك المدخن الأبيض مع الهكسامين. ينتج عن تفاعل النيتروسليس مع ثنائي ميثيلين ونترات الأمونيوم والماء كمنتج ثانوي، كما هو موضح في التفاعلات المثالية التالية:
C6H12N4 + 10 HNO3 -> C3H6N6O6 + 3 CH2N2O6 + NH4NO3 + 3 H2O.

## عبر التاريخ
تم استخدام آر دي إكس من قبل كلا الجانبين في الحرب العالمية الثانية. حيث أنتجت الولايات المتحدة حوالي 15000 طن شهريا خلال الحرب العالمية الثانية وأنتجت ألمانيا حوالي 7000 طن شهريا. كان للآر دي إكس المزايا الرئيسية لحيازة قوة متفجرة أكبر من تي إن تي، المستخدم في الحرب العالمية الأولى، ولم يتطلب أي مواد خام إضافية لتصنيعه.

### ألمانيا
تم الإبلاغ عن آر دي إكس في عام 1898 من قبل جورج فريدريش هينينج، الذي حصل على براءة اختراع ألمانية (براءة الاختراع رقم 104280) لتصنيعه بواسطة انحلال النيتروجين (هيكساميثيليتيترامين) مع حمض النيتريك المركز. في هذه البراءة، تم ذكر الخصائص الطبية لـلآر دي إكس ومع ذلك، هناك ثلاث براءات اختراع ألمانية أخرى حصلت عليها هيننج في عام 1916 تقترح استخدامها في الدواسر التي لا تدخن.
بدأ الجيش الألماني التحقيق في استخدامه في عام 1920، مشيرا إلى أنه هوكسوجين. لم تنشر نتائج البحث والتطوير أكثر حتى حصل إدموند فون هيرز علي براءة اختراع امريكيه عام 1922.

## الأضرار الصحية
استنشاق غبار السايكلونايت (RDX) سام وأثبتت التجارب أن التعرض المستمر وبجرعات كبيرة لغبار السايكلونايت (RDX) يسبب التشنجات. يتضمن التسمم بالـ RDX تأثيرات على الأمعاء، الجهاز العصبي المركزي والجهاز الكلوي.